# Liste der Monumentos Nacionais in Sintra
Diese Liste führt alle 15 Monumentos Nacionais in der portugiesischen Stadt Sintra und im gleichnamigen Kreis (Concelho Sintra) auf.

## Liste
| Denkmal                                      | Gemeinde                 | Lage                                                | IGESPAR-Nr. | SIPA-Nr. | Datum | Bild                       |
| -------------------------------------------- | ------------------------ | --------------------------------------------------- | ----------- | -------- | ----- | -------------------------- |
| Anta de Adrenunes                            | Colares                  | E.M. Azóia, Capuchos, Adrenunes (Lage)              | 70741       | 6414     | 1910  | Anta de Adrenunes          |
| Anta de Agualva                              | Agualva-Cacém            | Estrada Cacém, Agualva, Quinta do Carrascal (Lage)  | 71144       | 6417     | 1910  |                            |
| Antas de Belas                               | Queluz                   | Monte Abraão, Senhor da Serra (Lage)                | 70150       | 6093     | 1910  |                            |
| Castelo dos Mouros                           | São Pedro de Penaferrim  | Serra de Sintra (Lage)                              | 336929      | 4641     | 1910  | Castelo dos Mouros         |
| Igreja da Penha Longa                        | São Pedro de Penaferrim  | Estrada da Lagoa Azul, Quinta da Penha Longa (Lage) | 69854       | 3054     | 1910  |                            |
| Igreja de Santa Maria                        | Santa Maria e São Miguel | Calçada de Santa Maria (Lage)                       | 69881       | 6132     | 1922  | Igreja de Santa Maria      |
| Kulturlandschaft Sintra                      |                          | (Lage)                                              | 6666431     |          | 2010  | Kulturlandschaft Sintra    |
| Palacete Pombal                              | Queluz                   | Largo do Palácio Nacional de Queluz (Lage)          | 70182       | 3114     | 1993  |                            |
| Palácio Nacional da Pena                     | São Pedro de Penaferrim  | Estrada da Serra de Sintra, Parque da Pena (Lage)   | 69855       | 6134     | 1910  | Palácio Nacional da Pena   |
| Palácio Nacional de Queluz                   | Queluz                   | Largo do Palácio (Lage)                             | 70181       | 6108     | 1910  | Palácio Nacional de Queluz |
| Palácio Nacional de Sintra                   | São Martinho             | Largo Rainha D. Amélia (Lage)                       | 69856       | 6135     | 1910  | Palácio Nacional de Sintra |
| Pelourinho de Colares                        | Colares                  | Largo da Escola Primária (Lage)                     | 69858       | 2430     | 1910  |                            |
| Prähistorisches Monument von Praia das Maçãs | Colares                  | Outeiro dos Mós, Praia das Maçãs (Lage)             | 69724       | 6411     | 1974  |                            |
| Quinta da Penha Verde                        | São Martinho             | Estrada Nova da Rainha (Lage)                       | 70450       | 6130     | 1953  |                            |
| Repuxo Manuelino                             | São Martinho             | Jardim da Preta (Lage)                              | 70263       | 3175     | 1910  |                            |